# Simaoa kavanaugh
Espèce
Simaoa kavanaugh est une espèce d'araignées aranéomorphes de la famille des Mysmenidae.

## Distribution
Cette espèce est endémique du Yunnan en Chine,. Elle se rencontre dans le xian de Longling et le district de Longyang.

## Description
Le mâle holotype mesure 0,81 mm et la femelle paratype 1,03 mm.

## Étymologie
Cette espèce est nommée en l'honneur de David Kavanaugh.

## Publication originale
- Miller, Griswold & Yin, 2009 : The symphytognathoid spiders of the Gaoligongshan, Yunnan, China (Araneae, Araneoidea): Systematics and diversity of micro-orbweavers. ZooKeys, no 11, p. 9-195 (texte intégral).